# Al Machouar - Stinia
Al Machouar – Stinia (en àrab المشور الستينية, al-Maxwar as-Stīniyya; en amazic ⵍⵎⵛⵡⵕ ⵙⵜⵜⵉⵏⵢⵢⴰ) és un municipi de la prefectura de Meknès, a la regió de Fes-Meknès, al Marroc. Segons el cens de 2014 tenia una població total de 4.664 persones.